# Descendance capétienne

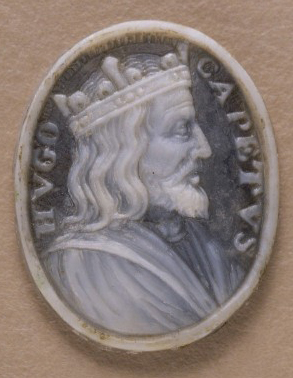
Médaillon présentant une vue d'artiste d'Hugues Capet de profil, 1630-1640, Bibliothèque nationale de France.

La Descendance capétienne est constituée de tous les descendants, vivants ou morts, du roi Hugues Capet, fondateur de la dynastie capétienne. Tous les rois de France de l'an 987 à 1848 sont des Capétiens.
Les familles qui descendent en ligne masculine et légitime d'Hugues Capet sont parfois désignées comme la Maison capétienne.
Les personnes vivantes, descendantes en ligne masculine ou féminine, légitime ou non, font l'objet de recherches généalogiques et de publications afin de les identifier. Leur nombre, qui atteint en 2003 environ 65 000 personnes, augmente chaque année en fonction de l'avancement des découvertes. Des recherches généalogiques du même type ont été commencées à la fin XIXe siècle pour recenser les descendants prouvés du roi Louis IX (Saint Louis) dite Descendance ludovicienne.

## LesCapétiens
La dynastie capétienne est considérée comme la plus ancienne dynastie royale du monde, à l'exception de la Maison impériale du Japon, dite Yamato, qui elle date de - 660, donc antérieure d'environ 1500 ans à la dynastie capétienne. Elle est d’origine franque, commence avec le roi Hugues Capet et a régné (sur la France) de 987 à 1848 (avec une interruption pendant la Révolution française, le Consulat et le Premier Empire - exception faite toutefois pour ce dernier de la Première Restauration). Deux de ses branches règnent encore aujourd'hui : en Espagne (Bourbon) et au Luxembourg (Bourbon-Parme).

## Répertoires
- les Cahiers de Saint Louis qui sont le principal recensement des descendants du roi Louis IX (connu sous le nom de Saint Louis), cofondés par l'abbé Jacques Dupont et Jacques Saillot en 1976. Ils représentent un ensemble de trente cahiers parus, soit un total de 2 483 pages. Une quinzaine d’auteurs y ont contribué mais ce travail reste inachevé car interrompu deux ans après la disparition de son responsable en 1985.
- En juillet 2021, la base de données généalogiques Roglo répertorie plus de 1 741 000 descendants d'Hugues Capet, dont environ 90 000 de ces descendants sont vivants actuellement[2].
- la base généalogique Capedia, moins importante que Roglo, a entamé en 1984 le recensement de tous les descendants d'Hugues Capet dont la filiation est encore représentée aujourd'hui. En 2021, cette base généalogique a répertorié plus d'un million de descendants (morts et vivants) d'Hugues Capet (sur 39 générations) dont environ 50 000 actuellement vivants[3].
- la base Genroy, fondée par André Decloitre, recense la descendance de Saint Louis. En 2011, environ 150 000 descendants (morts et vivants) de Saint-Louis y étaient répertoriés[4].

## Descendance nombreuse
Le grand nombre de descendants d'Hugues Capet déjà identifiés par la base Capédia s'explique par le fait que les descendants, même naturels, de rois donnent des souches le plus souvent nobles qui ont tenu leurs généalogies. De plus, la descendance royale, par le jeu des alliances entre familles royales de toute l'Europe et à la faveur d'unions « inégales » régulières, s'est géographiquement éparpillée en Europe, puis dans le nouveau monde via l'expansion européenne. Aujourd'hui, grâce aux recherches généalogiques, on retrouve des descendants d'Hugues Capet dans toutes les classes sociales, et dans toutes les régions du monde, mais majoritairement en Europe, en Amérique et en Océanie.

## Nombre de générations
Le fondateur de la dynastie capétienne, Hugues Capet, a aujourd'hui des descendants vivants jusqu'à la 40e génération.

## La descendance capétienne en ligne masculine
On peut estimer à environ 6 500 le nombre de personnes (dont 119 sont vivantes) issues en ligne masculine et légitime d'Hugues Capet, la descendance capétienne agnatique, qui comprend aussi la descendance naturelle, est beaucoup plus nombreuse.
- voir Royal Descents of famous people
- voir La Revue française de Généalogie